# 大湊基地

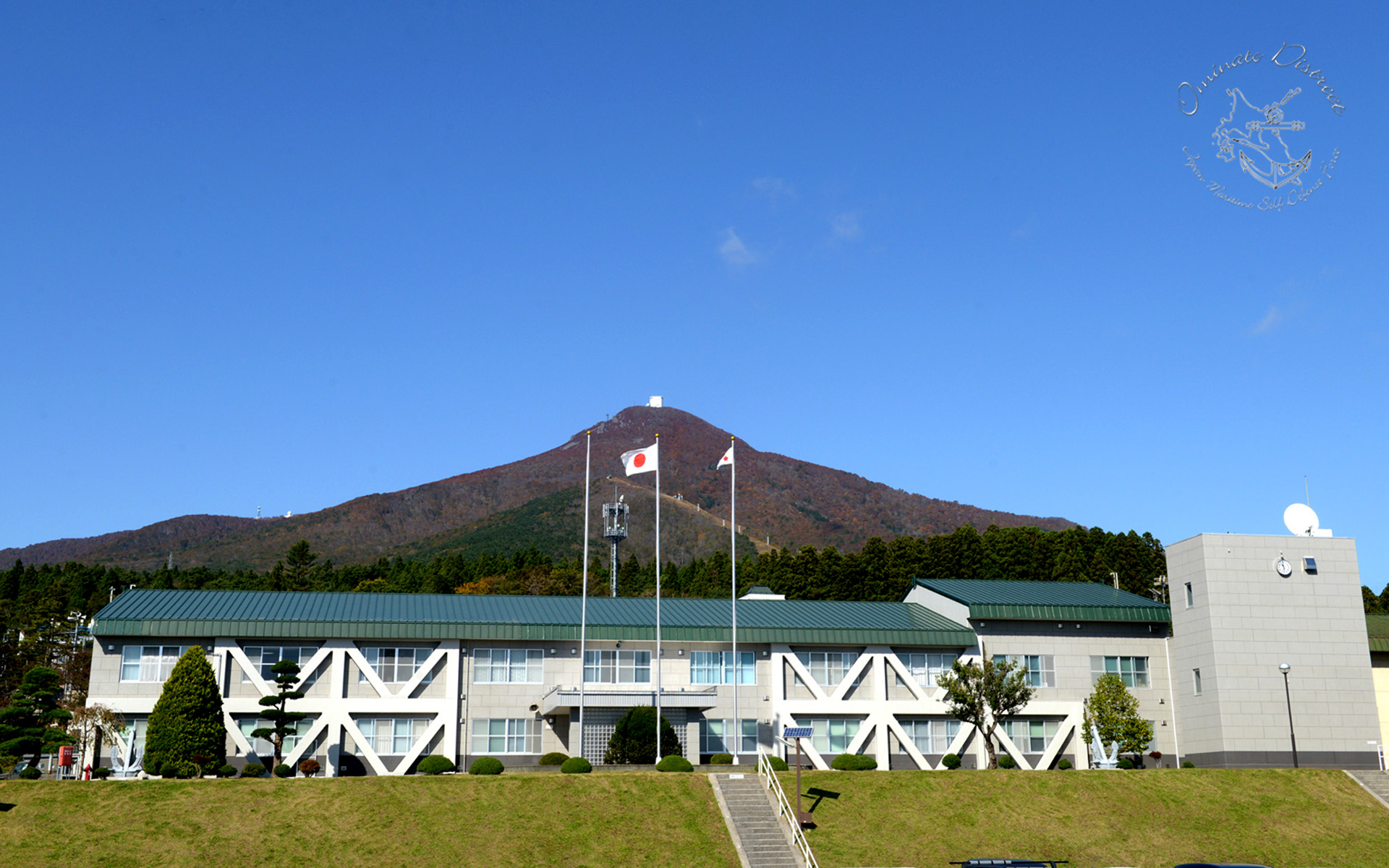
大湊地方総監部庁舎と釜臥山

大湊基地（おおみなときち、JMSDF Ominato Naval Base）は、青森県むつ市大湊町4-1、大湊町1-22、大湊町2-50、大湊町14-47、大字城ヶ沢字早崎2、大字大湊石橋25などの複数の地区に所在し、大湊地区総監部等が配置されている海上自衛隊の基地の総称である。大湊港の一部をなす。

## 概要
大湊基地は津軽海峡防備のため、1902年（明治35年）8月1日に旧海軍横須賀鎮守府所属の大湊水雷団が大湊港に開庁したことに始まる。以降、軍港として発展してきた。大湊基地は内湾である陸奥湾内にあり、地の利も良い。砂嘴である芦崎に囲まれた水域が軍港であり、港湾の南西部には、大湊航空基地も整備されている。敷地内には、旧海軍が建設した「1万トンドック」が併設されており、海上自衛隊の基地で唯一の自前ドックとして運用されている。
芦崎湾は水深が浅いため、以前は大型護衛艦が入港できなかったが、2010年度に約4,500トン級の艦艇を桟橋に接岸可能にする浚渫工事が完了した。現在、大湊基地には、第7・第15護衛隊の計7隻の護衛艦が配備されている。
2023年（令和5年）8月31日、防衛省が2024年度予算の概算要求を発表。その中で「海上自衛隊地方隊の改編」として、大湊地方隊を横須賀地方隊に統合する方針が示され、2025年（令和7年）3月24日付で横須賀地方隊隷下の大湊地区隊に改編された。
改編後も大湊地区の定員規模は維持され、前述の予算の概算要求では基地がある芦崎湾に大型護衛艦を係留させるための浚渫工事、桟橋改修の費用も計上されており、第15護衛隊には新たに護衛艦1隻を配備することで調整している。
なお、大湊にはもう一つ、釜臥山に海上自衛隊とは別の基地である航空自衛隊大湊分屯基地があり、防空のレーダーサイトを備える。

## 沿革
- 1953年（昭和28年）9月16日：海上自衛隊の前身である保安庁警備隊に「大湊地方隊」が新編。
- 1954年（昭和29年）1月20日：「大湊駐屯地」が新設[4]。
- 1955年（昭和30年）5月1日：「大湊通信隊」が新編。
- 1960年（昭和35年）3月31日：「海上自衛隊大湊地区病院」が開設。
- 1961年（昭和36年）2月1日：「大湊補給所」及び「大湊工作所」が新編。
- 1962年（昭和37年）8月15日：大湊駐屯地が廃止[5]。
- 1970年（昭和45年）
  - 3月2日：「大湊造修所」、「大湊水雷調整所」が新編。大湊工作所が廃止。
  - 10月1日：大湊基地警防隊が「大湊警備隊」に改称。
- 1976年（昭和51年）5月11日：「大湊音楽隊」が新編。
- 1977年（昭和52年）12月27日：大湊警備隊に「水中処分隊」が新編。
- 1981年（昭和56年）9月1日：「大湊衛生隊」が新編。
- 1985年（昭和60年）7月1日：大湊水雷調整所が廃止。「大湊水雷整備所」が新編[6]。
- 1987年（昭和62年）7月1日：「大湊基地業務隊」が新編。
- 1988年（昭和63年）4月8日：海上自衛隊大湊地区病院が共同機関化され、「自衛隊大湊病院」に改称。
- 1998年（平成10年）12月8日：補給整備部門の組織改編により、大湊補給所と大湊造修所が統合され、「大湊造修補給所」に改編。大湊水雷整備所が「大湊弾薬整備補給所」に改編。
- 2002年（平成14年）3月22日：大湊通信隊が大湊システム通信隊に改編され、システム通信隊群隷下に編成替え。
- 2022年（令和04年）3月17日：自衛隊横須賀病院の機能強化に伴い、自衛隊大湊病院が廃止。大湊衛生隊と統合され、「大湊衛生隊診療所」に縮小、改編[7][8]。
- 2025年（令和07年）3月24日：組織改編により、大湊地方隊が横須賀地方隊に統合され、横須賀地方隊隷下の「大湊地区隊」に改編[9]

## 配置部隊・機関

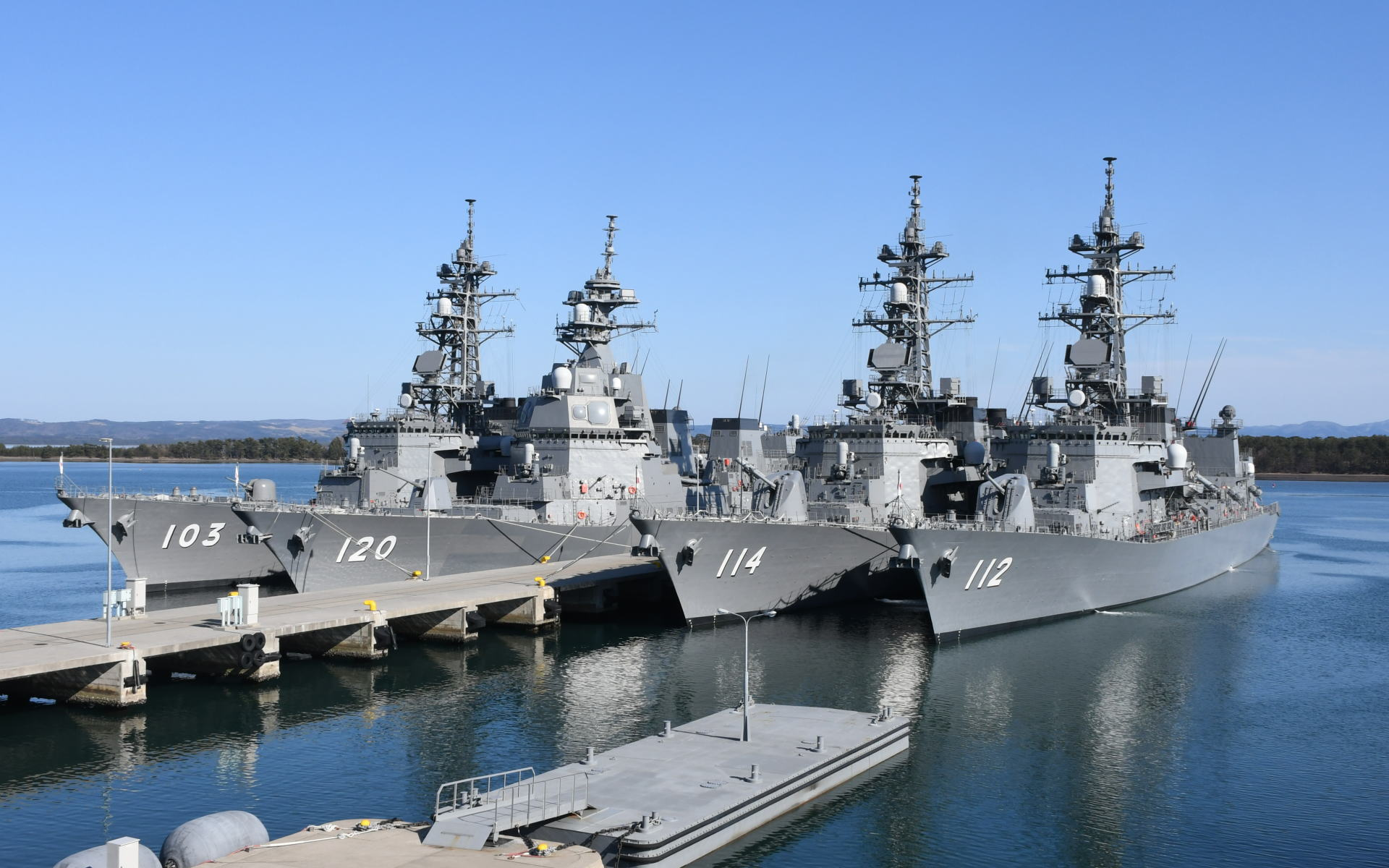
大湊基地に停泊する第7護衛隊各艦

- 大湊地区総監部
- 大湊システム通信隊
- 大湊警備隊
- 大湊基地業務隊
- 大湊音楽隊
- 大湊衛生隊
  - 大湊衛生隊診療所
- 大湊地方警務隊
- 大湊造修補給所
- 大湊弾薬整備補給所
- 護衛艦隊
  - 第3護衛隊群
    - 第7護衛隊

  - 第15護衛隊
  - 海上訓練指導隊群
    - 大湊海上訓練指導隊

## 大湊航空基地
大湊航空基地（おおみなとこうくうきち）は、青森県むつ市にある海上自衛隊大湊基地内にある飛行場である。これまで大湊地方隊隷下の「大湊航空隊」（大空）が置かれていたが、2008年（平成20年）3月26日の海上自衛隊体制移行による部隊再編に伴い、「大湊航空隊」は第21航空群隷下に編入され「第25航空隊」に改編された。
第25航空隊に配備されている機体は哨戒ヘリコプターSH-60Kで、主に大湊基地に在籍する護衛艦に搭載される。

### 大湊航空基地沿革
- 1956年（昭和31年）5月16日：大湊地方隊隷下に大湊航空隊が編成。
- 2008年（平成20年）3月26日

1. 大湊航空隊が航空集団隷下の第21航空群に編入され第25航空隊に改編。
2. 第73航空隊大湊航空分遣隊が新編。

- 2018年（平成30年）4月2日：第73航空隊大湊航空分遣隊が廃止。

### 大湊航空基地配置部隊
- 第25航空隊
  - 隊本部
    - 総務室
    - 幕僚室
    - 先任伍長室

  - 第251飛行隊：SH-60K（コールサイン "BATTLEAX"）
  - 第251整備補給隊
  - 大湊航空基地隊

| 大湊航空基地付近の空中写真（1975年撮影）国土交通省 国土地理院 地図・空中写真閲覧サービスの空中写真を基に作成 |  | 大湊飛行場を東南訪から空撮（2019年） |
| 大湊航空基地付近の空中写真（1975年撮影）国土交通省 国土地理院 地図・空中写真閲覧サービスの空中写真を基に作成 |  | 大湊飛行場を東南訪から空撮（2019年） |

## 周辺の自衛隊基地
このうち、海自の基地についてはいずれも大湊地区隊隷下である。

津軽海峡周辺の海自（◆）・空自基地（▲）。1-松前警備所、2-松前警備所白神支所、3-竜飛警備所、4-函館基地隊、5-大湊基地、6-下北海洋観測所、7-車力分屯基地、8-大湊分屯基地